# Durdice
Durdice (Duits: Durditz) is een Tsjechische plaats in de gemeente Heřmaničky in de regio Midden-Bohemen en maakt deel uit van het district Benešov. Het dorp ligt op ongeveer 2 kilometer afstand van Heřmaničky.
Durdice telt 21 inwoners (2021).

## Geschiedenis
De eerste schriftelijke vermelding van het dorp dateert van 1382. Tot en met het midden van de 19e eeuw stond Durdice, net als de rest van de op dat moment toekomstige, huidige gemeente, onder bestuur van Smilkov.
Tussen 1900 en 1979 maakte Durdice deel uit van de gemeente Arnoštovice. In 1960 werd Arnoštovice ingedeeld bij het district Benešov en per 1 januari 1980 ging de gemeente op in Heřmaničky.

## Verkeer en vervoer

### Autowegen
Er leidt een regionale weg naar het dorp.

### Spoorlijnen
Er is geen station in Durdice; het dichtstbijzijnde station is in Heřmaničky, ten zuiden van het dorp.

### Buslijnen
De volgende buslijnen halteren in de buurt van het dorp:
| Halte                       | Lijn(en) | Traject(en)                        | Vervoerder   |
| --------------------------- | -------- | ---------------------------------- | ------------ |
| Heřmaničky, Rozchod Durdice | 451 556  | Votice - Borotín Votice - Sedlčany | CŠAD Benešov |

## Bezienswaardigheden
- Dorpskapel;
- Gedenkplaat aan de kapel voor slachtoffers van de Eerste Wereldoorlog.

## Galerij

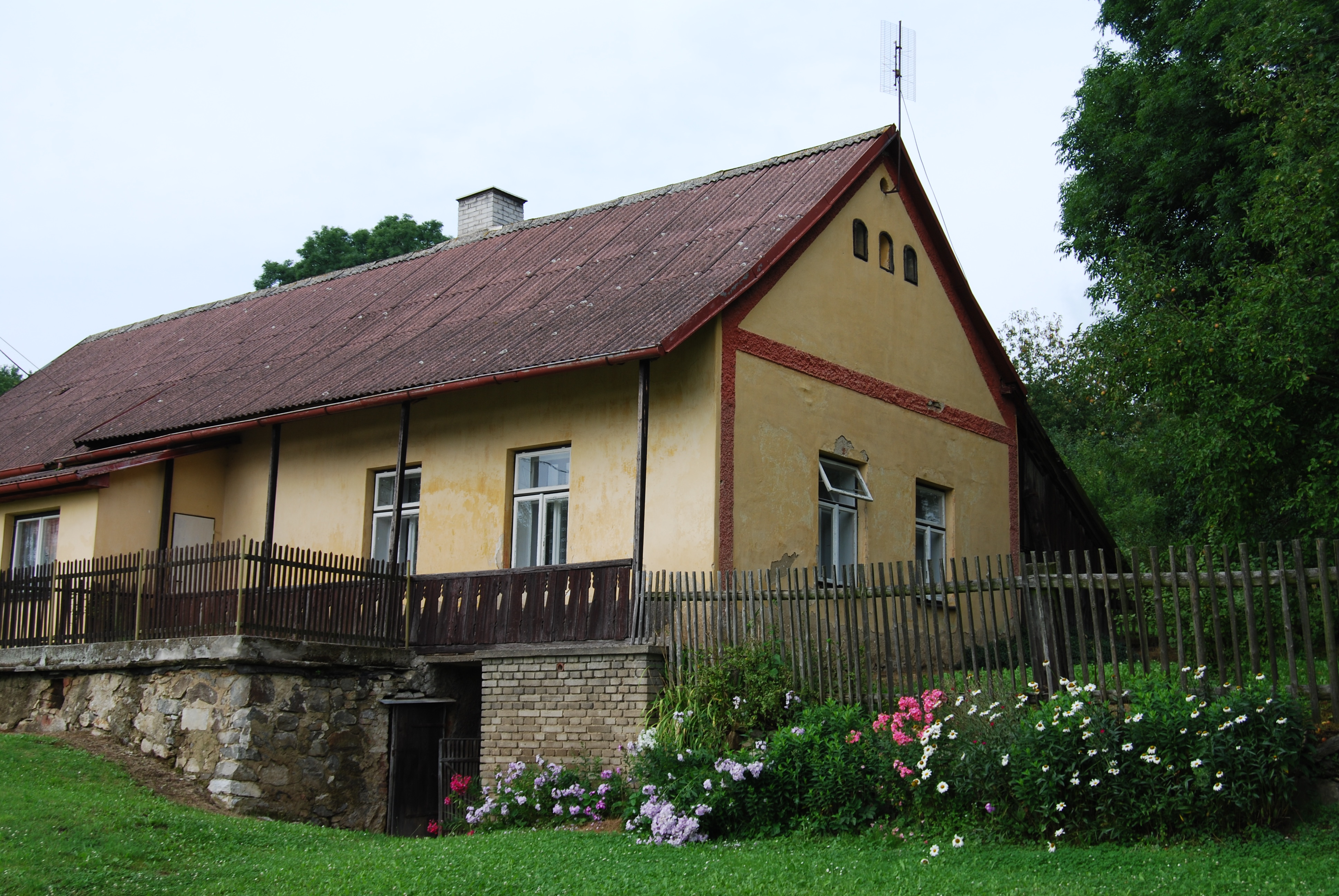
Huis in het dorp (2014)
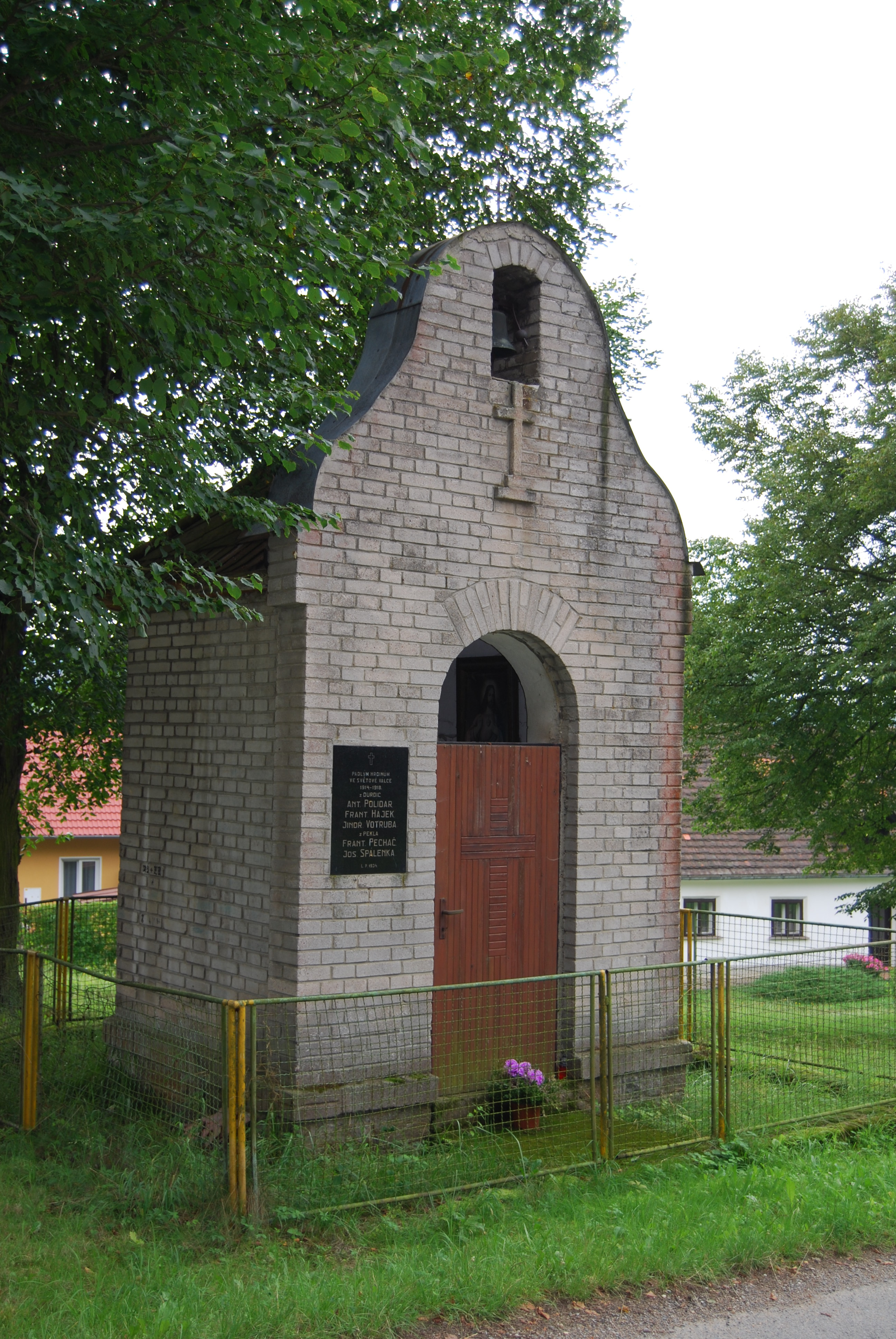
Dorpskapel
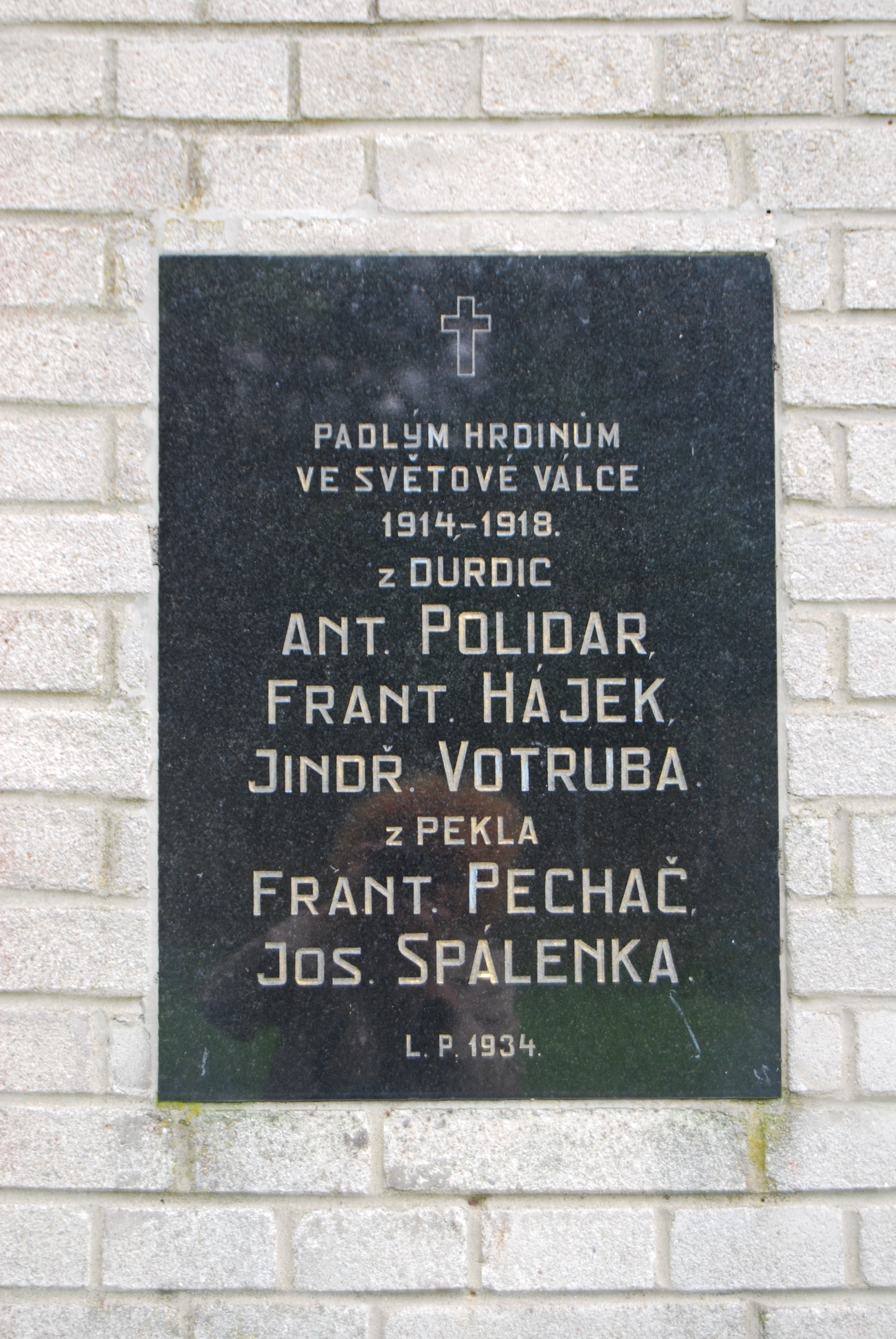
Gedenkplaat aan de kapel (2014)